# Bisaltes fuchsi
Bisaltes fuchsi là một loài bọ cánh cứng trong họ Cerambycidae.